# QEMU

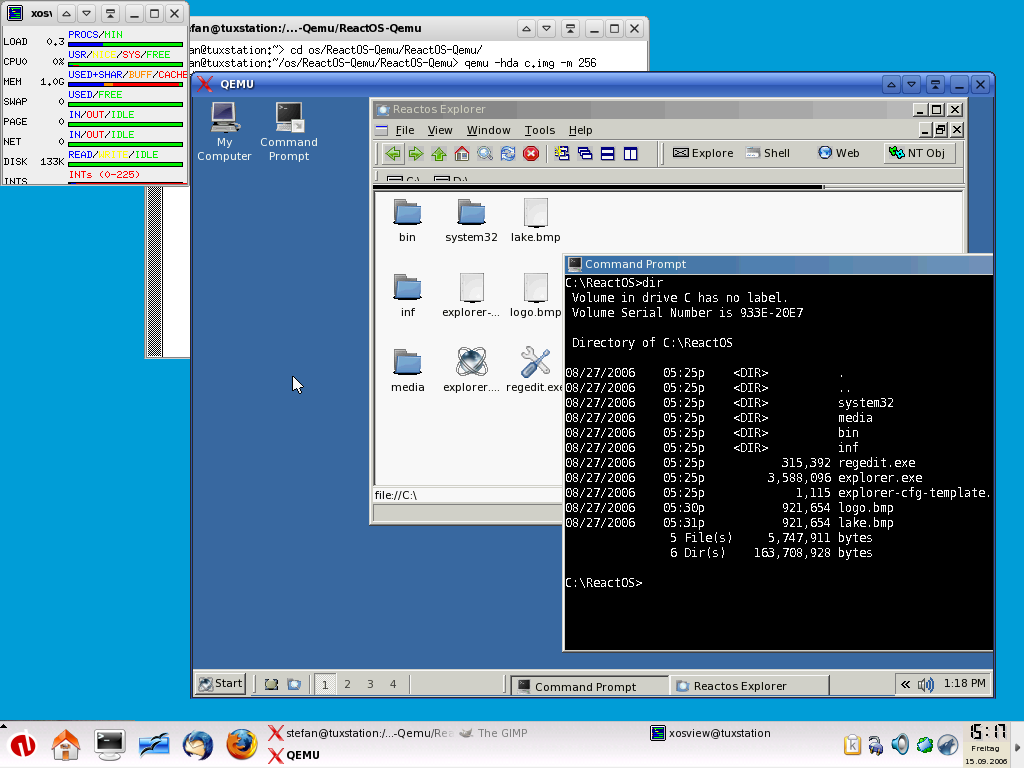
QEMU med det fria operativsystemet ReactOS

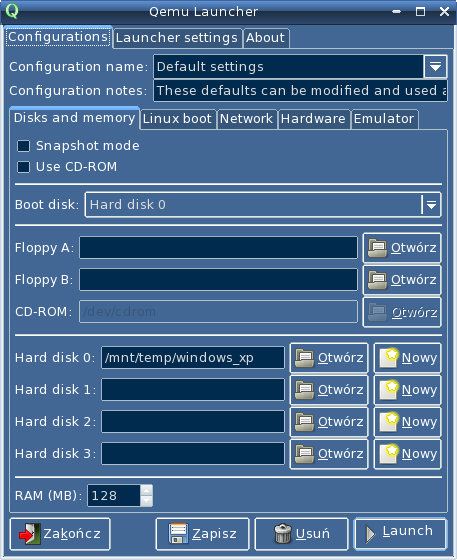
QEMU:s konfigurationsdialog

QEMU är en emulator med öppen källkod som gör det möjligt att köra operativsystem och annan mjukvara virtualiserade i ett eget fönster på en dator.